# Sexton's slijkgarnaal
Sexton's slijkgarnaal (Monocorophium sextonae) is een vlokreeftensoort uit de familie van de Corophiidae. De wetenschappelijke naam van de soort werd in 1937 voor het eerst geldig gepubliceerd door Crawford als Corophium sextonae.